# Nathalia Dill
Nathalia Goyannes Dill Orrico (født 24. marts 1986 i Rio de Janeiro, Brasilien) er en brasiliansk skuespiller.